# Cieńcewicz
Cieńcewicz (Cieńciewicz, Falkenfeldt) – herb szlachecki.

## Opis herbu
Na tarczy czterodzielnej, w polach I i IV błękitnych – ręka zbrojna z mieczem, w II i III czerwonym – po dwa pióra. W klejnocie ramię zbrojne pomiędzy piórami strusimi. 

## Najwcześniejsze wzmianki
Nadany w 1768.

## Herbowni
Cieńciewicz